# Willi Unsoeld
William Francis Unsoeld (1926, Arcata en Californie - 1979, mont Rainier) est un alpiniste américain.